# Le Grand-Abergement
Le Grand-Abergement korábbi község (település) Franciaországban, Ain megyében. 2016. január 1-jén Hotonnes, Le Petit-Abergement és Songieu községekkel egyesült és delegált községként Haut Valromey új község része lett.
Lakosainak száma 121 fő (2018. január 1.). Le Grand-Abergement Châtillon-en-Michaille, Hotonnes, Lalleyriat, Les Neyrolles, Le Petit-Abergement, Le Poizat, Ruffieu, Villes, Billiat és Ochiaz községekkel határos.

## Népesség
A település népességének változása:
| Lakosok száma | 148  | 116  | 80   | 96   | 108  | 105  | 108  | 127  | 118  | 121  |
|               | 1962 | 1968 | 1982 | 1990 | 1999 | 2008 | 2011 | 2013 | 2017 | 2018 |